# Polycrasta
Polycrasta là một chi bướm đêm thuộc họ Geometridae.